# Vågå
Vågå i Gudbrandsdalen er en kommune i Innlandet fylke i Norge.
Den grænser i nord til Lesja, i øst til Dovre og Sel, i sydøst til Nord-Fron, i syd til Øystre Slidre og Vang og i vest til Lom. Højeste punkt er Surtningssue der er 2.368 moh.

## Areal og befolkning
Kommunen havde 3.582 indbyggere i 2019. De fleste af kommunens indbyggere bor i Vågåmo, Lalm og Tessanden.

## Seværdigheder
Vågå kirke er en stavkirke fra 1600-tallet, og altså nyere end de traditionelle stavkirker. Kirken ligger i Vågå i Gudbrandsdalen og blev bygget i 1625–1627, sandsynligvis af materialer fra en tidligere stavkirke på samme sted. De ældste dele kan stamme fra tidligt på 1100-tallet. Prædikestolen er særdeles farverig.